# Faye Grant
Pour les articles homonymes, voir Grant.
Faye Grant, née Faye Elizabeth Yoe le 16 juillet 1957 à Saint Clair Shores, est une actrice américaine. Elle a entre autres joué dans la série télévisée V le rôle du docteur Julie Parish.

## Biographie
Très tôt, elle a souhaité devenir actrice. C'est surtout au théâtre qu'elle a connu la célébrité, remportant plusieurs prix.
Dans V, Faye Grant interprète le rôle de Julie. Elle a échappé de justesse à celui de Diana, adjointe du commandant suprême des Visiteurs. « Chaque matin, quand je me lève à l'aube pour aller aux studios, dit-elle, j'ai une pensée pour Jane Badler qui y est déjà depuis deux heures à cause de son maquillage qui prend quatre heures. Quand je pense que ça aurait pu être moi !... » 

C'est dans ce rôle qu'elle a conquis la célébrité internationale. Son personnage, contrairement à beaucoup d'autres, a survécu à trois étapes différentes de la production : une première mini-série de quatre heures, puis une autre de six heures et, enfin, la série régulière qui a déjà été diffusée un peu partout dans le monde.
Faye Grant fait une apparition dans la série Ralph Super-héros ou dans Les Contes de la crypte.

## Vie privée
Elle s'est mariée le 21 avril 1985 à Stephen Collins (Sept à la maison). Ils ont une fille, prénommée Kate (née en 1989). 

En mai 2012, elle se sépare de Stephen Collins après 27 ans de mariage.

## Filmographie

### Cinéma
- 1982 : Foxfire Light d'Allen Baron : Joanna Morgan
- 1988 : Izzy et Sam (Crossing Delancey) de Joan Micklin Silver : Candyce
- 1989 : Calendrier meurtrier (The January Man) de Pat O'Connor : Alison Hawkins
- 1990 : Affaires privées (Infernal Affairs) de Mike Figgis : Penny Strech
- 1992 : The Gun in Betty Lou's Handbag, d'Allan Moyle : Charleen Barnes
- 1992 : Traces de sang (Traces of Red) d'Andy Wolk : Beth Frayn
- 1996 : Vibrations de Michael Paseornek (vidéo) : Zina
- 1999 : Drive Me Crazy de Todd Strasser : Mme Maris
- 2002 : Manna from Heaven de Gabrielle Burton et Maria Burton : Rita
- 2008 : La Copine de mon meilleur ami (My Best Friend's Girl) d'Howard Deutch : Merrilee
- 2018 : Affairs of State d'Eric Bross : Mary Maple

### Télévision
- 1982 : Les Aventuriers du temps de Winrich Kolbe et James D. Parriott (en)

- 1981 : Homeroom de Michael Zinberg (court métrage) : Tina
- 1981 : Senior Trip de Kenneth Johnson (téléfilm) : Denise
- 1981-1982 : Ralph Super-héros (série télévisée) : Rhonda Blake
- 1982 : L'Incroyable Hulk (The Incredible Hulk) (série télévisée) : Christ (Saison 5, épisode 6 : Les esclaves)
- 1982 : Les Aventuriers du temps (téléfilm) : Mary Murphy
- 1982 : Devlin Connection (The Devlin Connection) (série télévisée) : Janice (saison 1, épisode 4 : The Corpse in the Corniche)
- 1983 : Jake Cutter (série télévisée) : Genevieve LeBatier (saison 1, épisode 18 : Last Chance Louie)
- 1983 : V de Kenneth Johnson (série télévisée) : Dr Julie Parrish
- 1983 : Le Juge et le Pilote (Hardcastle and McCormick) (série télévisée) : Barbara Johnson (saison 1, épisode 1 et 2 : Rolling Thunder: Part 1 et 2)
- 1984 : V, la Bataille finale de Kenneth Johnson (série télévisée) : Dr Julie Parrish
- 1984-1985 : V : La série (série télévisée) : Dr Julie Parrish
- 1987 : Private Eye de Mark Tinker (téléfilm) : Lana Williams
- 1988 : Tattinger (série télévisée) : Charlene Tweed (saison 1, épisode 7 : Two Men and a Baby)
- 1991 : La Malédiction 4 : L'Éveil (Omen IV: The Awakening) de Jorge Montesi et Dominique Othenin-Girard (téléfilm) : Karen York
- 1991 : Les contes de la crypte (Tales from the Crypt) (série télévisée) : Janet (saison 3, épisode 13 : Spoiled)
- 1995 : The Wright Verdicts (série télévisée) : Daphney Gamber (saison 1, épisode 2 : Ex-Corpus Delicti)
- 1996 : On Seventh Avenue de Jeff Bleckner (téléfilm) : Stephanie Hodges Aiken
- 1996 : Sept à la maison (7th Heaven) (série télévisée) : Abby Morris (saison 1, épisode 8 : What Will People Say?)
- 1997 : Délit d'abandon (Unwed Father) de Michael Switzer (téléfilm) : Lilian Kempler
- 1999 : Sarah (série télévisée) : Joan (3 épisodes)
- 2001-2002 : State of Grace (série télévisée) : Tattie McKee

## Voix françaises
- Frédérique Tirmont dans :
  - V (1983)
  - V, la Bataille finale : (1984)
  - V : La série (1984-1985)
  - Sarah (1999)

- Dorothée Jemma dans : 
  - Calendrier meurtrier (1989)
  - Sept à la maison (1996)

- Virginie Ledieu dans Affaires privées (1990)
- Céline Monsarrat dans Un flingue pour Betty Lou (1992)